# L'Esprit Nouveau
(Editoriale del primo numero della rivista L'Esprit Nouveau, 1920)

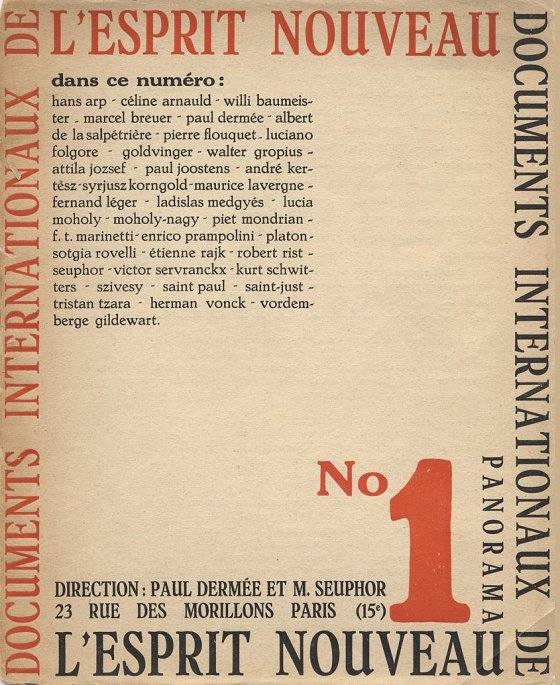
Primo numero de L'Esprit Nouveau, 1920

L'Esprit Nouveau (in italiano; Il nuovo spirito) è stata un'importante rivista di arte e architettura francese, pubblicata dal 1920 al 1925. Il termine “esprit nouveau” era stato coniato da Guillaume Apollinaire nel 1917 per definire il clima culturale di quegli anni a Parigi.
La rivista fu fondata nel marzo del 1920 a Parigi da Le Corbusier, dal pittore Amédée Ozenfant e dal poeta Paul Dermée (Paul Dermée, poeta appartenente ai circoli letterari d'avanguardia verrà estromesso dalla direzione dopo soli pochi mesi).
Nata con la pubblicazione del manifesto Après le Cubisme, fu organo e strumento di diffusione del movimento purista.
In copertina la rivista annuncia di volersi dedicare a "estetica sperimentale pittura scultura architettura letteratura musica estetica dell'ingegnere teatro music-hall cinema circo sport costume libri mobili estetica della vita moderna".

## Collaboratori e contributori della rivista
Victor Basch, Bissière, Amédée Ozenfant, Charles-Édouard Jeanneret, Henry Prunières, André Salmon, Theo van Doesburg, Giuseppe Ungaretti, Saint-Georges de Bouhélier, Céline Arnauld, Gérard de Lacaze-Duthiers, Louis Aragon, Georges Ribemont-Dessaignes, Yvan Goll, Ozenfant, Robert Aron, Albert Jeanneret, René de Nebesky-Wojkowitz, Marie Lahy-Hollebecque, Jean Royère, Zdzisław Milner, Jacques Fromaigeat, Filippo Tommaso Marinetti, Albert Thibaudet, Jean Cocteau, Carlo Carrà, Louis Delluc, Fernand Divoire, Henri Collet, Knut Hamsun, Henri Thuile, Georges Migot, Maurice Raynal, Albert Jeanneret, Emilio Cecchi, Georges Migot, Charles Henry, Vicente Huidobro

## Articoli importanti
- A. Ozenfant - Charles-Édouard Jeanneret, sur la Plastique, L'Esprit Nouveau, numero 1, pp. 38–48
- Adolf Loos, Ornement et crime,  L'Esprit Nouveau, numero 2, 1920 pp. 159–168
- A. Ozenfant - Charles-Édouard Jeanneret, Le Purisme,  L'Esprit Nouveau, numero 4, pp. 369 –386
- Le Corbusier-Saugnier, Les tracés régulateurs,  L'Esprit Nouveau, numero 5, pp. 561 –572